# Charity Basaza Mulenga
Charity Basaza Mulenga est une ingénieure en électrotechnique et administratrice d'université ougandaise. Elle est la fondatrice et vice-chancelière de l'université St. Augustine International.

## Enfance et éducation
Charity Basaza Mulenga est née dans le District de Kisoro, dans la région Ouest de l'Ouganda, vers 1979. Elle étudie l'ingénierie électrique à l'université Makerere, la plus grande et la plus ancienne université publique en Ouganda, et obtient le diplôme de Bachelor of Science en Génie Électrique en 2001. Son diplôme de Maîtrise en Sciences de la Communication Numérique des Systèmes a été obtenu à l'Université de Loughborough en 2004. Elle est également titulaire du diplôme de Docteur en Philosophie et Ingénierie Électrique et Électronique, obtenu en 2010 à l'Université de Loughborough.

## Expériences
En 2001, tout droit sortie de l'Université de Makerere, elle rejoint MTN Ouganda comme Switch Planning Engineer. En 2003, elle quitte MTN Ouganda, afin de poursuivre une maîtrise au Royaume-Uni, grâce à une bourses d'études du British Council. En 2005, quand elle retourne en Ouganda, elle rejoint la faculté de l'informatique et de la technologie de l'information à l'université Makerere, en qualité de coordonnatrice de la recherche. Elle y obtient une bourse pour poursuivre ses études de doctorat. Son domaine de recherche concerne les antennes et la modélisation électromagnétique. Au cours de cette période, elle est nommée professeur assistant dans cette faculté, à Makerere. En 2009, elle est nommée vice-chancelière, à Saint-Augustin International de l'Université. Entre 2011 et 2016, elle est vice-chancelière à l'université St. Augustine International, un établissement privé d'enseignement supérieur en Ouganda, accrédité par le Conseil national ougandais pour l'Enseignement Supérieur (UNCHE), en 2011. Elle y est membre du Conseil de l'Université.